# The Crow: City of Angels (videogioco)
The Crow: City of Angels è un videogioco d'azione del 1997 per Sega Saturn, PlayStation e Microsoft Windows. È vagamente basato sul film con lo stesso titolo (In Italia Il corvo 2). Il giocatore assume il ruolo dell'eroe del film, Ashe Corven. Il gioco è stato sviluppato da Gray Matter, allora noto per il gioco per PlayStation Perfect Weapon, a cui The Crow: City of Angels ricorda le sue meccaniche di base. È stato accolto con recensioni negative.

## Trama
Il gioco segue la stessa trama del film su cui è basato: il meccanico Ashe Corven e suo figlio Danny vengono brutalmente assassinati da una banda. Resuscitato da un corvo e acquisendo poteri soprannaturali con l'aiuto dell'artista e della nuova amica Sarah, Ashe ora cerca vendetta sui suoi assassini, tra cui Curve e il malvagio signore della droga, Judah Earl.

## Modalità di gioco
Lo stile di gioco è simile a un tradizionale picchiaduro a scorrimento laterale a sei direzioni, visto da una prospettiva isometrica. Tutti gli oggetti e i personaggi sono modelli poligonali 3D, impostati su sfondi 2D pre-renderizzati. Il gioco è praticamente identico in tutte e tre le versioni delle piattaforme per cui è stato pubblicato, la principale differenza tra loro è che la versione per PC ha sfondi più nitidi in 2D, grazie alla sua risoluzione dello schermo più alta.
Il metodo principale di Ashe per combattere i nemici è il combattimento corpo a corpo, che consiste in pugni e calci. Ha anche la capacità di eseguire mosse più acrobatiche usando varie combinazioni di pulsanti. Lungo la strada si possono trovare varie armi, tra cui coltelli, bottiglie, pistole e fucili da caccia. Oltre al loro normale utilizzo, tutte le armi possono essere lanciate contro i nemici per causare danni. Nel corso del gioco, Ashe incontra vari boss (i principali cattivi del film).